# NGC 1200
NGC 1200 (również PGC 11545) – galaktyka eliptyczna (E-S0), znajdująca się w gwiazdozbiorze Erydanu. Odkrył ją William Herschel 27 listopada 1785 roku.
W galaktyce tej zaobserwowano supernową SN 2008R.